# 桜町 (川口市)
桜町（さくらちょう）は、埼玉県川口市の町名。現行行政地名は桜町一丁目から桜町六丁目。住居表示実施地区。郵便番号は334-0001。

## 地理
埼玉県川口市の中央部に位置し、鳩ヶ谷地区の北部にあたる。鳩ヶ谷駅や新井宿駅からも近く人口は増加傾向にある。

### 地価
住宅地の地価は2015年（平成27年）1月1日に公表された公示地価によれば、桜町五丁目5-36の地点で13万3000円/m2となっている。

## 歴史
ほぼ旧浦寺村域に該当する。国際興業バスに浦寺というバス停留所があり、浦寺交差点という交差点があるが、それ以外で「浦寺」という地名は消滅した。
- 1967年（昭和42年）6月1日 - 住居表示の実施に伴い、鳩ヶ谷市大字鳩ヶ谷、大字浦寺、大字里の各一部から桜町一丁目〜六丁目が成立[5][6]。
- 2011年（平成23年）10月11日 - 鳩ヶ谷市が川口市に編入され、川口市の町名になる。

## 世帯数と人口
2018年（平成30年）3月1日現在の世帯数と人口は以下の通りである。
| 丁目       | 世帯数    | 人口    |
| ---------- | --------- | ------- |
| 桜町一丁目 | 829世帯   | 1,730人 |
| 桜町二丁目 | 414世帯   | 977人   |
| 桜町三丁目 | 969世帯   | 2,075人 |
| 桜町四丁目 | 557世帯   | 1,143人 |
| 桜町五丁目 | 512世帯   | 985人   |
| 桜町六丁目 | 607世帯   | 1,385人 |
| 計         | 3,888世帯 | 8,295人 |

## 小・中学校の学区
市立小・中学校に通う場合、学区（校区）は以下の通りとなる。
| 丁目       | 番地 | 小学校               | 中学校               |
| ---------- | ---- | -------------------- | -------------------- |
| 桜町一丁目 | 全域 | 川口市立里小学校     | 川口市立里中学校     |
| 桜町二丁目 | 全域 | 川口市立桜町小学校   | 川口市立鳩ヶ谷中学校 |
| 桜町三丁目 | 全域 | 川口市立桜町小学校   | 川口市立鳩ヶ谷中学校 |
| 桜町四丁目 | 全域 | 川口市立桜町小学校   | 川口市立鳩ヶ谷中学校 |
| 桜町五丁目 | 全域 | 川口市立桜町小学校   | 川口市立鳩ヶ谷中学校 |
| 桜町六丁目 | 全域 | 川口市立鳩ヶ谷小学校 | 川口市立鳩ヶ谷中学校 |

## 交通

### 鉄道
- 埼玉高速鉄道線鳩ヶ谷駅 - 桜町は鳩ヶ谷駅の東口にあたる（所在地：川口市大字里）

### 道路
- 埼玉県道105号さいたま鳩ヶ谷線
- 埼玉県道111号蕨桜町線
- 埼玉県道161号越谷川口線
- 東公団通り

## 施設
一丁目
- 武南警察署鳩ヶ谷交番
- 湧水公園
- 小谷三志旧宅跡
- 曹洞宗 法性寺

二丁目
- 川口市立桜町小学校
- 桜町郵便局

三丁目
- 落合公園

四丁目
- コンフォール東鳩ヶ谷

五丁目
- 真言宗智山派 地蔵院
- 町谷公園

六丁目
- 鳩ヶ谷中央病院
- 桜保育所
- ゆとりの郷
- 大龍寺稲荷